# Зигмунд Йозеф Фугер фон Кирхберг-Вайсенхорн
Зигмунд Йозеф Фугер фон Кирхберг-Вайсенхорн (на немски: Sigmund Joseph; * 15 август 1654 в Бабенхаузен; † 30 януари 1696) е граф на Фугер фон Кирхберг-Вайсенхорн, господар в Бабенхаузен в Швабия, Бавария и Нидералфинген (днес част от Хютлинген) в Баден-Вюртемберг.
Той е син (от 11 деца) на граф Йохан Франц Фугер фон Кирхберг-Вайсенхорн (1613 – 1668) и съпругата му Мария Кордула Фьолин фон Фрикенхаузен (1614 – 1685), дъщеря на фрайхер Ханс Кристоф III Фьолин фон Фрикенхаузен-Илертисен (1589 – 1641) и фрайин Мария Йохана фон Велден (1594 – 1629). По-малкият му брат Йохан Рудолф (1658 – 1693) е господар на Бос, Хаймертинген и Плес.
Фамилията Фугер от Аугсбург притежава от 1551 г. замък Нидералфинген и го престоява от 1575 до 1577 г.

## Фамилия
Зигмунд Йозеф Фугер се жени на 24 януари 1675 г. за графиня Мария Терезия Фугер фон Кирхберг-Вайсенхорн (* 30 декември 1657; † 13/30 май 1729), дъщеря на граф Себастиан Фугер фон Кирхберг-Вайсенхорн (1620 – 1677) и Мария Клаудия Хундбис фон Валтрамс († 1702). Бракът е бездетен.